# Camilo Cienfuegos
Camilo Cienfuegos Gorriarán (L'Avana, 6 febbraio 1932 – Oceano Atlantico, 28 ottobre 1959) è stato un rivoluzionario e guerrigliero cubano e una delle personalità più influenti della Rivoluzione cubana, così come Fidel Castro, Che Guevara, Raúl Castro e Juan Almeida. Conosciuto anche come "Il Comandante del Popolo", "Il Signore dell'Avanguardia", l'"Eroe di Yaguajay", era di modeste origini e divenne molto popolare anche per il suo carattere gioviale. È considerato il fondatore e uno dei leader principali dell'esercito ribelle nella guerra di liberazione contro la dittatura di Fulgencio Batista.

## Biografia

### Il giovane Cienfuegos
Camilo Cienfuegos nacque a L'Avana, nel barrio di Lawton (odierno Diez de Octubre), il 6 febbraio del 1932, figlio di Ramón Cienfuegos Flores ed Emilia Gorriarán Zaballa, ambedue anarchici spagnoli originari, rispettivamente, di Pravia (nelle Asturie) e di Castro-Urdiales (nella Cantabria). Studiò inizialmente nella Scuola Pubblica N° 96 San Francisco de Paula a L'Avana; in seguito, obbligato dalla difficile situazione economica della sua famiglia, si spostò in luoghi diversi e ritornò poi a Lawton, dove terminò la scuola primaria nella Scuola Pubblica N° 105 Félix E. Alpízar.
Già nel 1948 aveva cominciato a partecipare alla lotta politica, unendosi alle proteste popolari contro l'aumento della tariffa degli autobus urbani. Il 10 marzo 1952, al prodursi del colpo di Stato di Fulgencio Batista, con un gruppo di giovani lottò per resistere alla dittatura. In quell'epoca stabilì amicizia con altri giovani che avrebbero avuto una grande importanza negli eventi successivi: Carlos Leijás, Israele Tápanes, Reinaldo Benítez e i fratelli Mario e José Fonti.
Nell'aprile 1953, assieme all'amico Rafael Serra, viaggiò negli Stati Uniti in cerca di una migliore situazione economica. Lavorò in varie città come operaio e cameriere e - assieme ad altri emigrati latinoamericani - partecipò a diverse manifestazioni, scrivendo anche per il giornale La voce di Cuba un articolo critico contro Batista, intitolato Identificación moral. Nel 1955 fu detenuto a San Francisco dal dipartimento di immigrazione e infine deportato in Messico.
Ritornò a Cuba il 5 giugno 1955, aggregandosi alla lotta contro il regime di Batista; in settembre contrasse matrimonio con Isabel Blandón, un'infermiera salvadoregna che aveva conosciuto a San Francisco.
Il 14 dicembre 1955 fu ferito da un'arma da fuoco durante una manifestazione in onore dell'eroe independentista cubano Antonio Maceo; ciò tuttavia non gli impedì di partecipare alla commemorazione del 103º anniversario della nascita di José Martí nel parco Centrale. Qui fu picchiato e condotto al BRAC (Buró de Represión de Actividades Comunistas), dove fu bollato come comunista dal corpo di polizia del dittatore Batista. Vedendosi perseguitato e senza lavoro, decise di andare in esilio e nel marzo 1956 andò nuovamente negli Stati Uniti.
In settembre si trovava in Messico, dove riuscì a stabilire un contatto con Fidel Castro, che stava organizzando una spedizione rivoluzionaria a Cuba per rovesciare il regime di Batista. Cienfuegos fu l'ultimo scelto nella spedizione del Granma, poiché non aveva un addestramento militare sufficiente. Per quel motivo fu mandato velocemente all'accampamento di Abasolo, nello Stato di Tamaulipas, dove fu addestrato alla guerriglia.

### Lotta rivoluzionaria

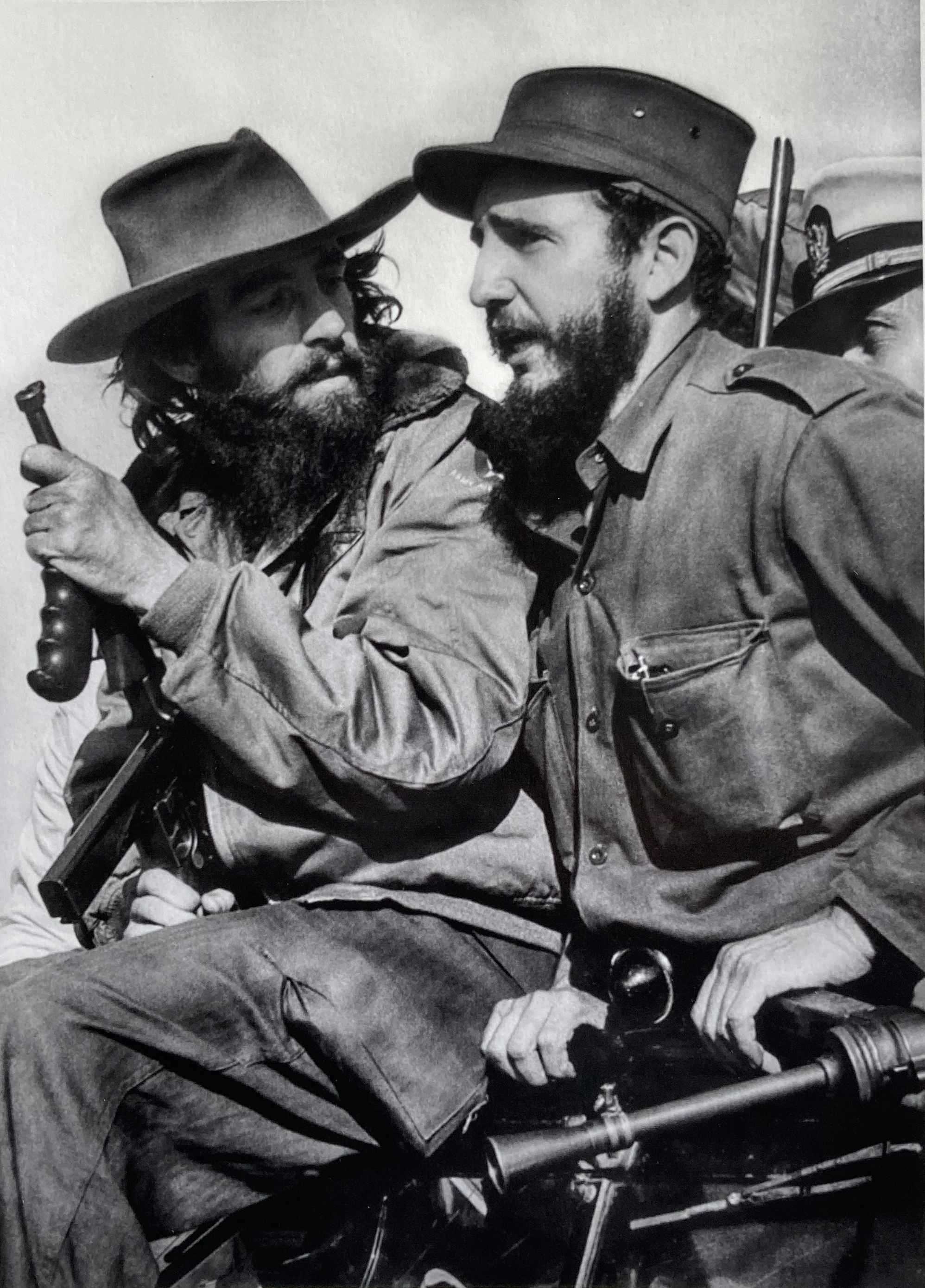
Cienfuegos e Fidel Castro entrano trionfalmente a L'Avana, gennaio 1959

Ricevette il battesimo di fuoco ad Alegría de Pío (presso Niquero), il 5 dicembre 1956. Nel combattimento dell'Uvero era già tenente e comandava un plotone. Nella lotta armata nella Sierra Maestra, per le sue azioni in combattimento, fu promosso capitano dell'Esercito ribelle. Nel 1957 fu creata una nuova colonna guerrigliera: la colonna numero 4, figlia della colonna madre "José Martí" e di quella che stava a carico del comandante Ernesto Guevara. In questa colonna il capitano Cienfuegos compì la funzione di capo dell'avanguardia. Qui nacque l'amicizia tra lui e il Che e i combattimenti di Bueycito, El Hombrito e Pino del Agua contribuirono a formare il mito del «Señor de la Vanguardia».
Nel marzo 1958 divenne capo del movimento che portava il combattimento oltre la Sierra Maestra, alle piane del Cauto. Con il successo di questa breve campagna gli venne dato da Fidel Castro il grado di comandante.
In agosto gli fu assegnato il compito di dirigere la colonna numero 2 "Antonio Maceo", la quale, con 92 combattenti (soltanto 82 armati), partì dalla Sierra Maestra per la parte occidentale di Cuba, avviando le sue operazioni in coordinamento con la colonna 8 "Ciro Redondo" al comando di Ernesto Che Guevara, estendendo le azioni militari che erano iniziate nella zona orientale fino all'occidente del Paese.
La battaglia di Yaguajay, che ebbe lo scopo di vincere la resistenza dell'esercito di 350 effettivi al comando del capitano Alfredo Abón Lee, durò fino al pomeriggio del 31 dicembre 1958 e rappresentò un colpo decisivo dell'esercito ribelle per indebolire le forze di Fulgencio Batista. Le sue gesta in questa battaglia gli valsero il soprannome di «Eroe di Yaguajay».
Dopo il trionfo della Rivoluzione cubana, Cienfuegos formò parte dell'Esercito rivoluzionario come Capo supremo. Combatté le sollevazioni controrivoluzionarie e partecipò anche alla riforma agraria. Il comandante Camilo Cienfuegos era apprezzato per la sua umiltà, la semplicità, il sorriso e la sua popolarità arrivò ad essere paragonabile a quella del leader della rivoluzione, Fidel Castro.

### Morte

20 pesos cubani raffiguranti Cienfuegos

La versione ufficiale afferma che Camilo Cienfuegos morì il 28 ottobre 1959 in un incidente aereo causato dal maltempo, mentre tornava da Camagüey a L'Avana a bordo del suo aereo Cessna 310. Tuttavia i resti di Cienfuegos non furono mai ritrovati, né quelli del suo aereo, dal quale non partì nessuna chiamata di soccorso. Le versioni sulla sua tragica fine sono state molto contrastanti e s'insinuò che fu un assassinio premeditato da Castro, intimorito dal fatto che la popolarità di Cienfuegos avrebbe potuto fargli perdere potere politico. Nonostante le cause della sua morte non siano mai state accertate con sicurezza, è indubbio che la versione ufficiale sulla sua sparizione sia troppo vaga, trattandosi di un leader rivoluzionario. L'aereo distrutto non fu trovato, nonostante l'area geografica fosse ristretta e le ricerche fossero durate diversi giorni, lasciando irrisolte le cause della morte del rivoluzionario, anche se la maggior parte degli storici afferma che si trattò di un incidente e non di un'azione premeditata per assassinarlo.
Le circostanze della morte di Camilo Cienfuegos sono rimaste sempre avvolte nel mistero e le discussioni a tal proposito sono spesso sfociate in polemica. In accordo con i rapporti degli equipaggi di altri aerei, l'aereo sul quale viaggiava cadde a causa di una forte tempesta che avanzava da sud (mai comprovata dai meteorologi cubani), obbligando il pilota Luciano Fariñas a deviare dalla solita rotta, verso nord, creando un pericolo supplementare, poiché si sarebbe allungato il volo col rischio di non disporre del carburante necessario per arrivare a L'Avana.
Il 19 ottobre 1959, il comandante ribelle Huber Matos (che poi sarebbe stato accusato di aver tradito la Rivoluzione), in quel momento capo militare della provincia di Camagüey, prese le distanze dalla Rivoluzione, presentando le sue dimissioni a Fidel Castro, che aveva dichiarato unilateralmente la nazionalizzazione delle imprese cubane. Come risposta, Fidel inviò una lettera a Cienfuegos con l'ordine di arrestare Matos. Il 23 ottobre Cienfuegos apparve sul Canale 11 della televisione di Camagüey per informare dell'arresto di Matos.
Il comandante Ernesto Guevara disse di lui:
(Ernesto Che Guevara)

## Memoria

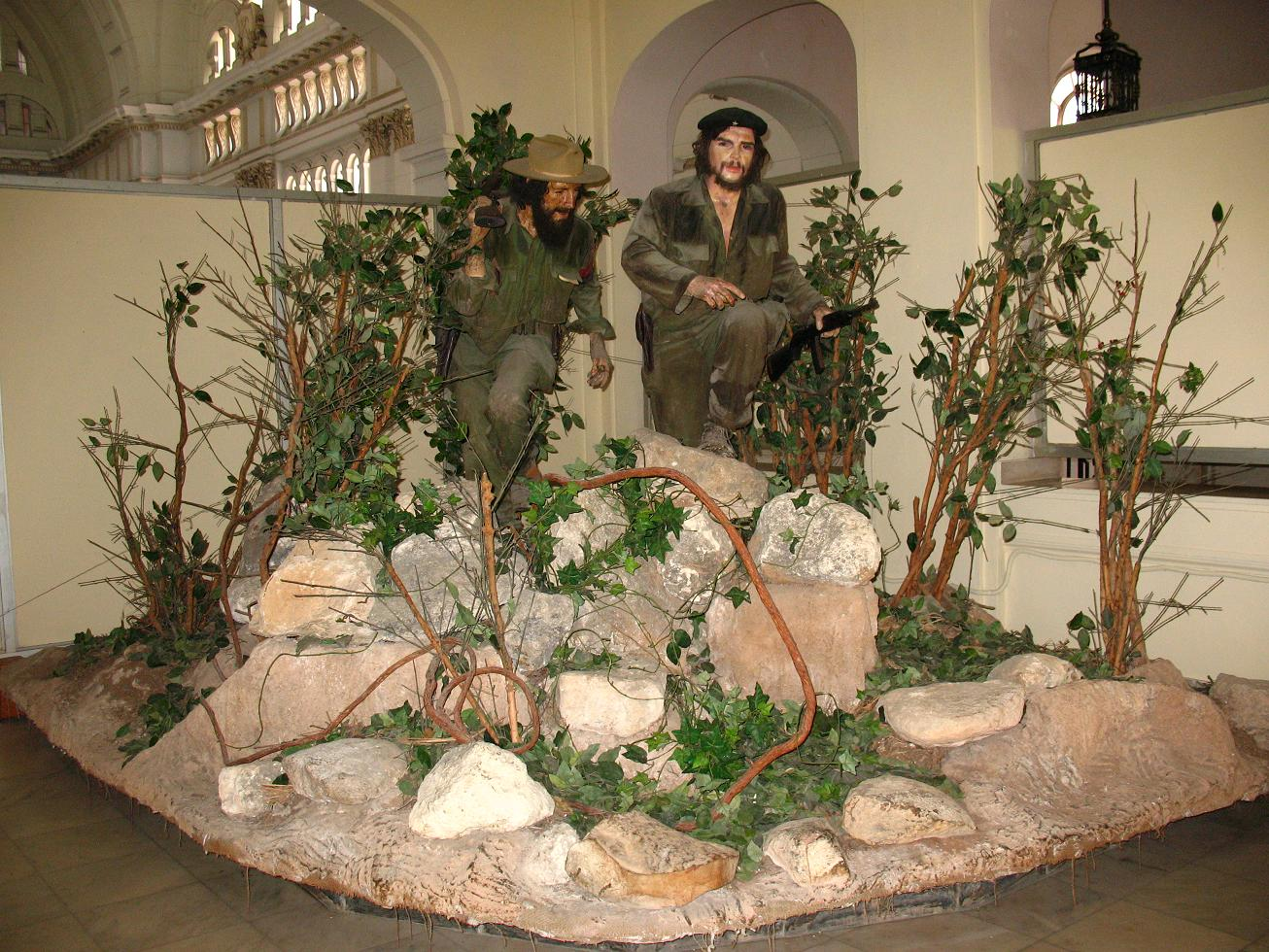
Riproduzioni in cera del Che Guevara e Cienfuegos nel Museo della Rivoluzione de L'Avana

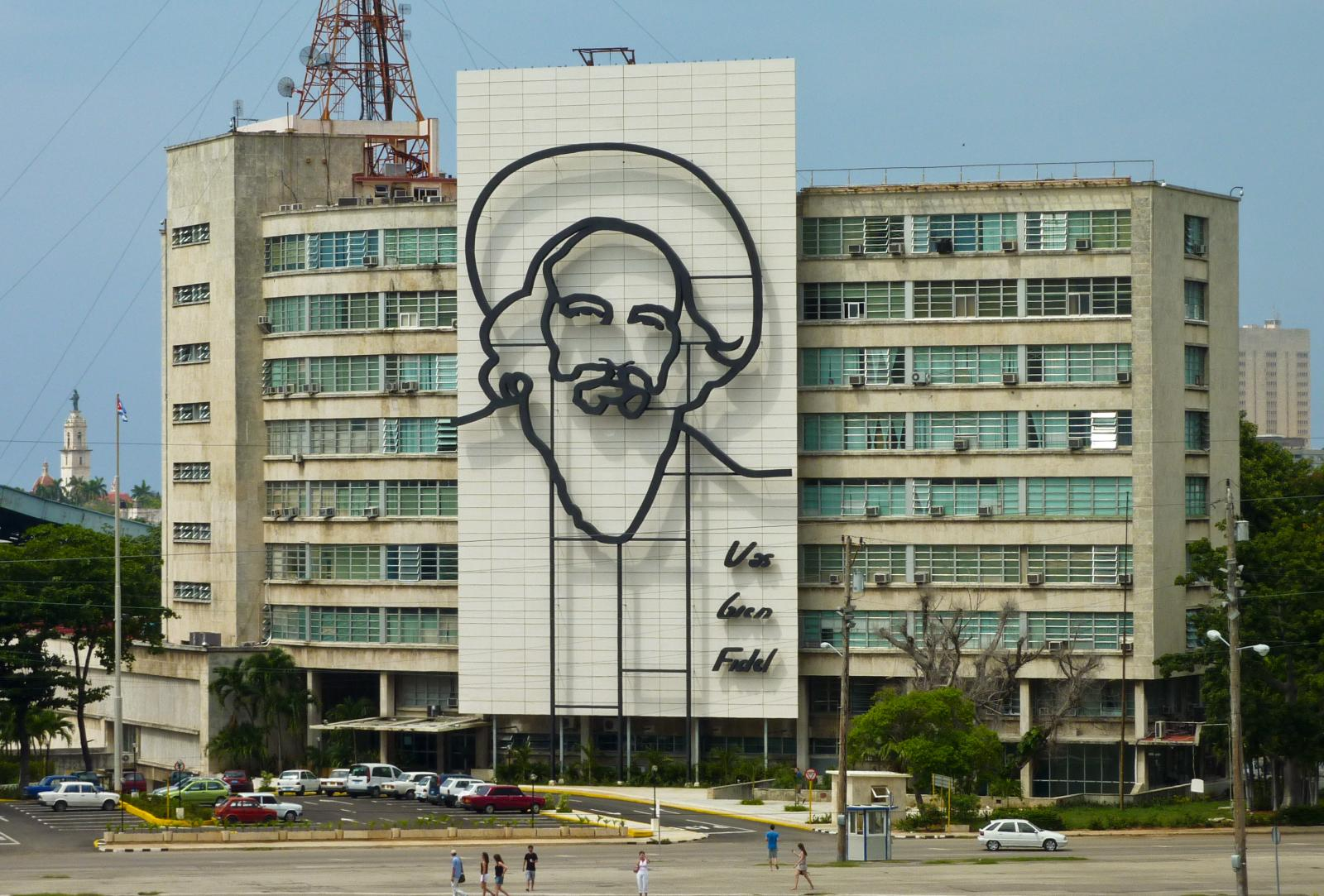
L'effige stilizzata di Cienfuegos in Plaza de la Revolucion a L'Avana

- Il primo figlio maschio di Ernesto Guevara fu chiamato Camilo Guevara March in suo onore.
- Ogni 28 ottobre gli scolari di Cuba gettano fiori al mare come omaggio a Camilo Cienfuegos.
- Esistono scuole militari in tutta Cuba chiamate Scuole Militari Camilo Cienfuegos (EMCC). I suoi alunni vengono chiamati "Camilitos".
- Esiste una scuola primaria situata a L'Avana chiamata Camilo Cienfuegos in suo onore.
- L'Università di Matanzas porta il nome "Camilo Cienfuegos".[8]
- Il ritratto di Camilo Cienfuegos si trova sulle banconote da 20 pesos cubani e il monumento in suo onore è presente sui 20 pesos cubani convertibili.
- È rappresentato nel film Che di Steven Soderbergh del 2008. L'attore che lo ha interpretato è Santiago Cabrera.
- La località conosciuta fino al 1959 come Central Hershey, nel municipio di Santa Cruz del Norte (provincia dell'Avana), da allora si chiama Central Camilo Cienfuegos.[9]